# Viziuni întunecate
Viziuni întunecate sau Întunericul (numit în limba engleză The Dark) este un film de lung-metraj realizat de regizorul canadian John Fawcett în anul 2005. Fiind o ecranizare a romanului horror Sheep (scris de Simon Maginn), pelicula a beneficiat de prestația actorilor Sean Bean și Maria Bello.
1. ↑   http://www.nytimes.com/reviews/movies, accesat în 15 aprilie 2016 Lipsește sau este vid: |title= (ajutor)
2. ↑   http://www.filmaffinity.com/en/film103390.html, accesat în 15 aprilie 2016 Lipsește sau este vid: |title= (ajutor)
3. ↑   http://www.imdb.com/title/tt0411267/, accesat în 15 aprilie 2016 Lipsește sau este vid: |title= (ajutor)